# End Game (filme de 2018)
End Game é um documentário americano de 2018 escrito e dirigido por Rob Epstein e Jeffrey Friedman, que demonstra a vida de pacientes em estágio terminal num hospital de São Francisco que buscam mudar a visão, ao lado de médicos, sobre a vida e a morte. Como reconhecimento, foi nomeado ao Óscar 2019 na categoria de Melhor Documentário de Curta-metragem.